# EF Волос Вероники
EF Волос Вероники (лат. EF Comae Berenices) — одиночная переменная звезда в созвездии Волос Вероники на расстоянии приблизительно 42205 световых лет (около 12940 парсек) от Солнца. Видимая звёздная величина звезды — от +17m до +15,4m.

## Характеристики
EF Волос Вероники — жёлто-белая пульсирующая переменная звезда типа RR Лиры (RRAB)* спектрального класса F3. Эффективная температура — около 6581 K.